# Renate Reinsve
Renate Reinsve (Solbergelva, 24 de novembro de 1987) é uma atriz norueguesa. Ela fez sua estréia no cinema em Oslo, 31. august, antes de estrelar o aclamado pela crítica Verdens verste menneske, com sua atuação lhe rendendo o Prêmio Festival de Cinema de Cannes de Melhor Atriz, e uma indicação ao Prêmio BAFTA de Melhor Atriz em Papel Principal.

## Infância e educação
Nascida em Solbergelva em 1987 e educada na Kunsthøgskolen i Oslo, Reinsve juntou-se ao Trøndelag Teater. Reinsve teve uma educação traumática e sofreu de estresse pós-traumático após eventos quando tinha entre nove e 16 anos. Embora ela mencione este período em sua vida, ela nunca esteve disposta a entrar em detalhes sobre o que aconteceu.
Reinsve saiu da escola aos 16 anos e deixou a Noruega para ir para a Escócia. Ficando sem dinheiro, ela conseguiu um emprego em um bar escocês.

## Carreira
Em 2014, ela recebeu o Prêmio Hedda por seu papel em Besøk av gammel dame, uma adaptação da peça Der Besuch der alten Dame de Friedrich Dürrenmatt. A partir de 2016, ela é designada com Det Norske Teatret.
Seus filmes incluem Oslo, 31 de agosto (2011), The Orheim Company (2012) e Welcome to Norway (2016). Na televisão, ela foi uma personagem principal em Nesten voksen e personagem secundária em Hvite gutter. Em 2021, ela interpretou a personagem principal Julie no filme de Joachim Trier, Verdens verste menneske, que estreou no Festival de Cinema de Cannes de 2021.

## Filmografia

### Filme
| Ano  | Título                          | Papel   | Notas        |
| ---- | ------------------------------- | ------- | ------------ |
| 2011 | Oslo, 31. august                | Renate  |              |
| 2012 | The Orheim Company              | Lene    |              |
| 2015 | Women in Oversized Men's Shirts | Ane     |              |
| 2015 | Villmark 2                      | Synne   |              |
| 2016 | Welcome to Norway               | Line    |              |
| 2017 | Ekspedisjon Knerten             | Mor     |              |
| 2018 | Føniks                          | Kristin |              |
| 2021 | Verdens verste menneske         | Julie   |              |
| 2022 | X                               | Ingvild | Pós-produção |

### Televisão
| Ano  | Título                   | Papel   | Notas                      |
| ---- | ------------------------ | ------- | -------------------------- |
| 2015 | Mysteriet på Sommerbåten | Aktuar  | Television series          |
| 2015 | Unge lovende             | —       | Episódio #1.1              |
| 2018 | Nesten voksen            | Siri    | 3 episódios                |
| 2018 | Roeng                    | Lena    | 10 episodes                |
| 2018 | Best: Før                | Anemone | Episódio: "Popup-festival" |
| 2018 | Hvite gutter             | Frida   | 5 episódios                |
| TBA  | Ida tar ansvar           | Sarah   | Episódio: "Et dukkehjem"   |

### Premiações
| Ano  | Premiação                                                | Categoria                          | Trabalho                | Resultado       | Referência    |
| ---- | -------------------------------------------------------- | ---------------------------------- | ----------------------- | --------------- | ------------- |
| 2016 | Amandaprisen                                             | Melhor atriz                       | Welcome to Norway       | Indicado        | [ 10 ]        |
| 2021 | Festival de Cinema de Cannes                             | Prêmio de melhor atriz             | Verdens verste menneske | Venceu          | [ 1 ] [ 2 ]   |
| 2021 | Los Angeles Film Critics Association Awards              | Melhor atriz                       | Verdens verste menneske | Segunda posição | [ 11 ]        |
| 2021 | European Film Awards                                     | Melhor atriz                       | Verdens verste menneske | Indicado        | [ 12 ]        |
| 2021 | Greater Western New York Film Critics Association Awards | Melhor atriz                       | Verdens verste menneske | Indicado        | [ 13 ]        |
| 2021 | Online Association of Female Film Critics                | Melhor atriz                       | Verdens verste menneske | Indicado        | [ 14 ] [ 15 ] |
| 2021 | Portland Critics Association Awards                      | Melhor papel principal feminino    | Verdens verste menneske | Indicado        | [ 16 ]        |
| 2022 | British Academy Film Awards                              | Melhor Atriz em um papel principal | Verdens verste menneske | Indicado        | [ 17 ]        |
| 2022 | Satellite Awards                                         | Melhor atriz – Motion Picture      | Verdens verste menneske | Pendente        | [ 18 ]        |
| 2022 | Vancouver Film Critics Circle                            | Melhor atriz                       | Verdens verste menneske | Indicado        | [ 19 ]        |
| 2022 | Critics Association of Central Florida                   | Best Actress                       | Verdens verste menneske | Venceu          | [ 20 ]        |
| 2022 | National Society of Film Critics                         | Melhor atriz                       | Verdens verste menneske | Segunda posição | [ 21 ]        |
| 2022 | Alliance of Women Film Journalists                       | Desempenho mais ousado             | Verdens verste menneske | Indicado        | [ 22 ]        |
| 2022 | Alliance of Women Film Journalists                       | Melhor desempenho inovador         | Verdens verste menneske | Indicado        | [ 22 ]        |
| 2022 | DiscussingFilm Critic Awards                             | Melhor atriz                       | Verdens verste menneske | Indicado        | [ 23 ]        |
| 2022 | London Film Critics' Circle                              | Atriz do ano                       | Verdens verste menneske | Indicado        | [ 24 ]        |
| 2022 | North Dakota Film Critics                                | Melhor atriz                       | Verdens verste menneske | Indicado        | [ 25 ]        |
| 2022 | Online Film Critics Society                              | Melhor atriz                       | Verdens verste menneske | Indicado        | [ 26 ]        |
| 2022 | Seattle Film Critics Society                             | Melhor atriz                       | Verdens verste menneske | Indicado        | [ 27 ]        |
| 2022 | North Carolina Film Critics Association                  | Melhor atriz                       | Verdens verste menneske | Indicado        | [ 28 ]        |